# Chu Thiêm Uy
Chu Thiêm Uy (1390 - 1485) là danh sĩ và đại thần thời Lê sơ, đỗ thám hoa năm 1448 thời vua Lê Nhân Tông

## Thân thế và sự nghiệp
Người làng Hương Quất - huyện Tứ Kỳ (nay thuộc xã Kỳ Sơn huyện Tứ Kỳ Hải Dương). Ông làm quan an phủ sứ Tân Hưng hạ lộ. Cùng với Nguyễn Thiện (cũng ở Hương Quất), ông là 1 trong 2 tiến sĩ đầu tiên của huyện Tứ Kỳ trong lịch sử và là người đỗ thám hoa đầu tiên trong lịch sử huyện Tứ Kỳ.